# الحرب العثمانية الروسية (1686-1700)
```
الحرب العثمانية الروسية 
أو 
الحرب الروسية - التركية (1686-1700)
 كانت جزءاً من الجهود الأوروبية المشتركة لمواجهة 
الدولة العثمانية
، كان يُعرف الصراع  الأوروبي الأكبر باسم 
الحرب التركية العظمى
. 
```

بدأت الحرب الروسية - التركية بدأت بعد أن انضمت روسيا القيصرية إلى التحالف الأوروبي لمكافحة العثمانيين (هابسبورغ في النمسا وبولندا–ليتوانيا والبندقية) عام 1686المعروف بالعصبة المقدسة بعد أن وافق الكومنولث البولندي الليتواني على الاعتراف الروسي بضم كييف والضفة اليسرى من أوكرانيا.

## الحرب
خلال الحرب شن الجيش الروسي حملتين على شبه جزيرة القرم في 1687 و1689 وانتهيا بهزيمة روسيا. وعلى الرغم من هذه النكسات ، أطلقت روسيا حملات آزوف في 1695 و1696 وبعد رفع الحصار في 1695 نجحت في احتلال آزوف في 1696.

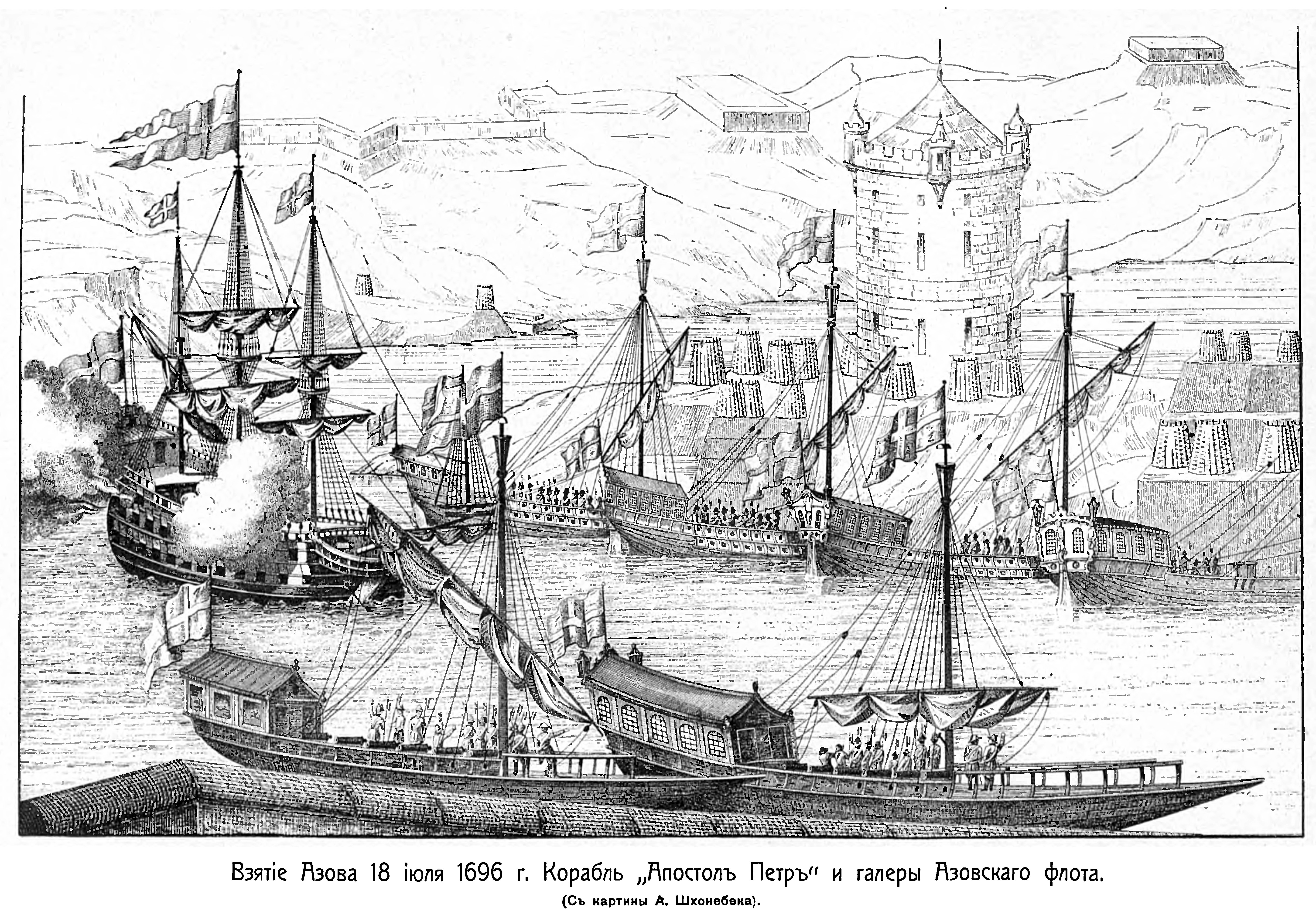
الاستيلاء على آزوف 1696

## معاهدة السلام
في ضوء الاستعدادات للحرب ضد الإمبراطورية السويدية، وقع القيصر الروسي بطرس الأكبر على معاهدة كارلوفجة مع الإمبراطورية العثمانية عام 1699. اللاحقة معاهدة القسطنطينية في 1700 وتنازل عن آزوف وقلعة تاغانروغ  وبافلوفسك وميوس وإنشاء سفارة روسية في القسطنطينية وتأمين عودة جميع أسرى الحرب. أكد القيصر أن تابعيه القوزاق لن يهاجموا العثمانيين في حين أن السلطان أكد أن تتار القرم لن يهاجموا الروس.